# Oggy et les Cafards
Oggy et les Cafards (literalment en català, Oggy i les paneroles) és una sèrie de televisió d'animació francesa creada per Jean-Yves Raimbaud i produïda per Gaumont Multimedia per a les temporades 1-2 i Xilam Animation per a les temporades 3-7. Narra les gestes i aventures d'Oggy, un gat blau clar amb el nas vermell i guants blancs, la vida del qual és constantment interrompuda per tres paneroles (Joey, Marky i Dee Dee respectivament) que regularment causen entremaliadures a casa seva. L'espectacle utilitza la comèdia muda, amb personatges que no parlen o que en canvi utilitzen vocalitzacions i gestos inintel·ligibles.
La sèrie es va estrenar el setembre de 1998 a France 3 i va tenir llicència internacional. Va acabar el gener de 2019. El dibuix animat es basa en l'humor bufonesc, de manera molt semblant a la seva inspiració Tom i Jerry, tot i que els personatges de dibuixos animats bufonescs tradicionals prefereixen llançar-se encluses i pianos els uns als altres, Oggy i les Paneroles de vegades utilitzen bombes atòmiques o submarins.
El setembre de 2020 es va anunciar una sèrie de reinici, titulada Oggy and the Cockroaches: Next Generation, en què Oggy té cura de Piya, una jove elefanta de l'Índia. Es va estrenar a tot el món a Netflix el 28 de juliol de 2022.

## Sinopsi
Oggy, un gat antropomòrfic, preferiria passar-se els dies mirant la televisió i menjant, però és contínuament molestat per tres paneroles: Joey, Marky i Dee Dee. La travessia de les paneroles va des de saquejar la nevera d'Oggy fins a segrestar el tren al qual acaba d'embarcar. En moltes situacions, l'Oggy també és ajudat per Jack, que és més violent i temperat que ell i també està molest per les paneroles. Bob, un bulldog de mal geni, també apareix al programa i és el veí d'Oggy.

## Personatges
Alguns dels personatges fan un cameo en altres programes de Xilam, com Zig & Sharko i Els Dalton i a la pel·lícula, Vés a l'oest! Una aventura de Lucky Luke. Els personatges homònims debuten a l'episodi "Venus Junior" de Space Goofs, on es veuen a la televisió dels extraterrestres. A la segona temporada, "Mariners de l'espai" té un gag on les paneroles passen per Etno, a la casa inundada dels extraterrestres. Oggy, les paneroles i Jack apareixen com a dibuixos a "Doodle", encara que amb un Jack de color diferent, i fan un altre cameo a l'episodi "L'espectacle d'Alien".

## Episodis
| Temporades | Episodis | Inici                 | Final                  |
| ---------- | -------- | --------------------- | ---------------------- |
| 1          | 78       | 6 de setembre de 1998 | 11 de febrer de 1999   |
| 2          | 78       | 4 de setembre de 2000 | 5 d'abril de 2003      |
| 3          | 39       | 18 d'octubre de 2008  | 24 de desembre de 2008 |
| 5          | 78       | 30 de juny de 2017    | actual                 |

## Producció
Després d'una interrupció de la producció de quatre anys, la temporada 5 es va estrenar a finals del 2017 amb dues temporades més després.